# قائمة أطباق البقوليات

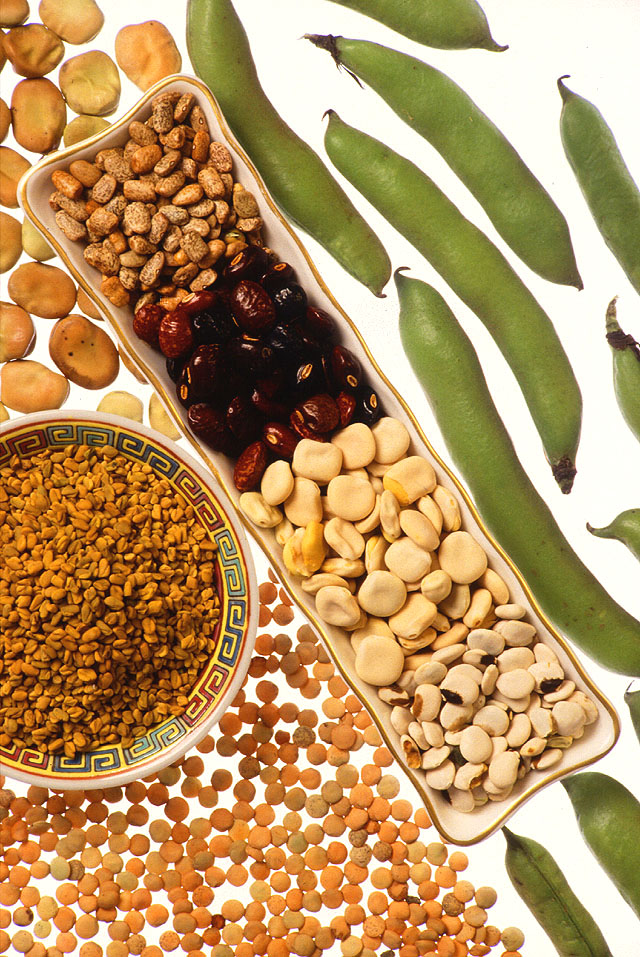
مجموعة متنوعة من البقوليات الجافة والطازجة، تُستخدم في أطباق شعبية حول العالم مثل العدس، الفول، الترمس، الحمص، الحلبة، والفاصوليا.

قائمة بأطباق البقوليات. تشير كلمة بقوليات إلى النباتات التي تنتمي إلى الفصيلة البقولية، وتشمل العدس والفاصوليا والحمص والبازلاء والفول وفول الصويا، وغيرها من الأنواع التي تُستخدم مصدرا غنيا للبروتين النباتي. تنتشر أطباق البقوليات في معظم ثقافات العالم، وتُستخدم فيها الحبوب المجففة أو الطازجة، وغالبًا ما تُطهى كحساء، يخنات، سلطات، أو مقبلات.

## أطباق البقوليات
- أكاراجي (البرازيل) — كرات مقلية من عجينة الفاصوليا السوداء محشوة بالجمبري.
- بليلة (بلاد الشام، مصر) — في بلاد الشام البليلة حمص أو قمح يُقدّم كمقبلات مع ليمون وزيت زيتون. أما في مصر فالبليلة قمح مطهو بالحليب والسكر، وهي حلوى مشهورة.
- حمص (الشرق الأوسط) — غموس مصنوع من الحمص المهروس، الطحينة، الليمون، وزيت الزيتون.[1]
- السليق (السعودية - نجد) — سليق العدس عدس يطهى بالأرز والمرق يُقدّم في الشتاء. والسليق النجدي عادة يُصنع من الرز والحليب بدون العدس.
- شكشوكة الفول (ليبيا، تونس) — نسخة من الشكشوكة تُستخدم فيها الفاصوليا أو الفول بدلاً من البيض. في ليبيا، الفول يُستخدم كثيرًا، لكن في تونس الشكشوكة التقليدية تعتمد على البيض والطماطم.
- شوربة العدس (بلاد الشام، مصر، العراق) — حساء ناعم من العدس الأحمر، شائع في رمضان.
- طاجين الحلو (المغرب) — وسمي بالطاجين الحلو نظراً لاستخدام الفواكه فيه وتحديداً العنب الحلو المجفّف.
- طاجين الفاصوليا (المغرب) — طاجين بلحم أو دجاج يُطهى مع الفاصوليا الحمراء أو البيضاء.
- عصيدة عدس (السودان، اليمن) — مزيج كثيف من العدس المهروس مع البهارات، يُقدَّم ساخنًا.
- فاصولادة (اليونان) — حساء تقليدي من الفاصوليا البيضاء والخضار وزيت الزيتون.[2]
- فول الصويا الاسود المخمر (إندونيسيا) — أقدم غذاء معروف مصنوع من فول الصويا. في عام 165 قبل الميلاد. [3][بحاجة لرقم الصفحة]
- فول مدمس (مصر) — فول مجفف مسلوق يُقدّم مع الزيت، الطحينة، الليمون، ويؤكل غالبًا على الإفطار.
- فيجاو تروبيرو Feijão tropeiro (البرازيل) — طبق تقليدي من الفاصوليا مع اللحم والدقيق والبيض والخضروات.[4][5] [6] [7]
- فيجوادا (البرازيل) — يخنة من الفاصوليا السوداء واللحم، تُعد طبقًا وطنيًا.[8][9]
- قلاية فاصوليا (فلسطين، الأردن) — فاصوليا خضراء تُطهى مع البندورة وزيت الزيتون.
- كاسوليه (فرنسا) — يخنة من الفاصوليا البيضاء والنقانق والبط أو اللحم.
- كشري (مصر) — عدس أسود، أرز، مكرونة، بصل مقلي وصلصة طماطم حارة؛ طبق شعبي شهير.
- لوبيا (المغرب، الجزائر) — طبق من الفاصوليا البيضاء المطهوة بالصلصة والبهارات. وهي تختلف عن "لوبيا" في مصر، التي تشير إلى اللوبياء ذات العين السوداء.
- مجدرة (سوريا، لبنان، فلسطين) — عدس بني يُطهى مع الأرز والبصل المقلي؛ طبق نباتي تقليدي.
- محمرّة فول (فلسطين، سوريا) — فول مجروش يُحمّص مع الفلفل الأحمر الحار وزيت الزيتون.
- مسبحة (سوريا، لبنان) — غموس كريمي من الحمص والطحينة بتركيز أعلى، يُقدَّم غالبًا بارداً.
- مفركة فاصوليا (سوريا) — فاصوليا خضراء تُقلّى مع البصل والثوم والبهارات.
- بوبور كاتشانغ هيجاو (إندونيسيا) — حلوى من فاصوليا مونغ، حليب جوز الهند، وسكر النخيل.[10]
- تافشي غرافشي Tavče Gravče (مقدونيا) — طبق فاصوليا مطهوة في الطاجين مع الفلفل والبهارات.
- تشانا ماسالا (الهند) — حمص مطهو في صلصة طماطم وتوابل؛ طبق نباتي شهير.
- تشولنت (يهودي شرقي) — يخنة فاصوليا تُطهى ببطء يوم الجمعة لتؤكل في السبت بسبب قيود دينية.
- دال (الهند، نيبال) — عدس أصفر أو أحمر مطهو مع الثوم والزنجبيل والكركم.
- دال مخني (الهند/باكستان) — عدس أسود مطهو بالزبدة والقشدة؛ غني ودسم.
- راجما (الهند) — فاصوليا حمراء مطهوة في صلصة غنية بالتوابل، تُقدَّم مع الأرز.
- سامبار (الهند الجنوبية) — حساء عدس حار يُطهى مع خضروات وتوابل جنوبية.
- شهان فول (إريتريا، السودان) — فول مدمس يُقدّم ساخنًا مع زيت، بهارات، وبصل.
- شيرو (إثيوبيا) — حساء مصنوع من دقيق الحمص المطهو مع البصل والثوم.
- فابادا أستوريانا (إسبانيا) — فاصوليا بيضاء مطهوة مع لحم الخنزير والسجق.
- فريخوليس نيجروس (المكسيك) — فاصوليا سوداء مطهوة غالبًا مع البصل والكمون.
- لوبيو (جورجيا) — طبق من الفاصوليا الحمراء يُتبّل بالكزبرة، الثوم، والجوز.[11]
- لوبيو (جورجيا) — طبق من الفاصوليا الحمراء، يُتبّل بالكزبرة والثوم والجوز.[12]
- مدردرة (لبنان، سوريا) — مشابه للمجدرة لكن باستخدام البرغل بدل الأرز.